# Acianthera venulosa
Acianthera venulosa é uma espécie de orquídea (Orchidaceae) que existe na Bolívia.

## Publicação e sinônimos
- Acianthera venulosa Luer, Monogr. Syst. Bot. Missouri Bot. Gard. 103: 311 (2005).